# Детский музыкальный театр юного актёра
Детский музыкальный театр Юного Актёра (ДМТЮА) — российский государственный театр, основанный в 1988 году заслуженным артистом России Александром Фёдоровым.
Театр имеет несколько зданий, все они в Москве. Основное здание — новая сцена на Чистых Прудах — в 2021 году открыло свои двери для посетителей и находится на улице Макаренко, 4. Старое здание находится на улице Малая Дмитровка, 8, стр.4.
В театре выступают дети от 9 до 18 лет, и репертуар рассчитан в основном на юного зрителя. В репертуаре театра — русская и мировая музыкальная классика. Девиз театра на протяжении 30 лет его существования — «Дети-актёры — детям-зрителям».
Мюзикл Лайонела Барта «Приключения Оливера Твиста», впервые поставленный Александром Фёдоровым в 1991 году, стал первой большой удачей для театра. В первом составе роль Феджина играл сам Александр Фёдоров.
С 1996 года при поддержке мэра Москвы Юрия Лужкова театр является государственным учреждением культуры. В театре выпускаются множество спектаклей и концертных программ. В 2002 году в Якутии был открыт филиал театра. С гастролями ДМТЮА участвовал в таких международных фестивалях, как «Славянский базар», «Expo 2000» (Германия), «Ривер Фест» (США), фестиваль университета г. Нанси (Франция), дважды — во Всемирном фестивале детских театров в Лингене (Германия) и в Гаване (Куба). Сам театр неоднократно принимал у себя детские театральные коллективы из США, Швейцарии, Великобритании, Южной Кореи.
В 2004 году театр инициировал создание и стал одним из учредителей Фестиваля детских театров «Пролог», который возглавил Александр Фёдоров. В 2003 году театр принял в труппу детей из мюзикла «Норд-Ост», с которыми поставил спектакль «Сон о дожде». Репертуар театра постоянно обновляется, однако некоторые спектакли, востребованные публикой, идут на сцене ДМТЮА многие годы: «В детской», «Московская история-1205», «Сон о дожде», «Приключения Оливера Твиста», «Приключения Тома Сойера».
Труппа театра принимала участие в мюзиклах «Зубастая няня» (проект Лины Арифуллиной) «Zorro», «Звуки музыки» и «Золушка» (проекты компании «Stage Entertainment»).
В 2015 году состоялась премьера мюзикла «Пеппи Длинныйчулок», по одноимённому советскому фильму 1984 года, на музыку Владимира Дашкевича.
29 и 30 декабря 2017 года на сцене театра состоялась премьера музыкальной комедии-вестерна «Вождь краснокожих» (изначальное название постановки — «Похищение Джонни Д.»), по одноимённому юмористическому рассказу О. Генри.
В 2018 году театр выпустил сразу две премьеры — музыкальный спектакль «Фантазии на тему Дунаевского» на основе песен Исаака Дунаевского, с которым начал активно гастролировать по городам Европы, и оперу «Баранкин, будь человеком!» по мотивам одноимённой сказочной повести Валерия Медведева.
11 ноября 2020 года театр отметил своё 30-летие на Новой сцене Большого театра.
2 апреля 2022 года на новой сцене состоялась премьера спектакля-мюзикла «Волшебник Изумрудного города» по мотивам одноимённой сказки Александра Мелентьевича Волкова.
В 2022 году театр выиграл Грант на постановку спектакля «Республика Шкид» по мотивам одноимённой повести Григория Белых и Л. Пантелеева. В декабре этого же года состоялась долгожданная премьера в сопровождении живого оркестра. Спектакль по сей день играет в сопровождении живого оркестра под руководством Алексея Скипина.
17 декабря 2023 года состоялась ещё одна премьера — новогодний спектакль-сказка «Школа Снежной Королевы» по мотивам сказки Ханса Кристиана Андерсена.

## Спектакли театра
- Пеппи Длинныйчулок
- Приключения Оливера Твиста
- Приключения Тома Сойера
- Московская история 1205
- В детской
- Вождь Краснокожих (Похищение Джонни Д.)
- Баранкин, будь человеком!
- Фантазии на тему Дунаевского
- Сон о дожде
- Ёлочки-Иголочки
- Волшебник изумрудного города
- Республика Шкид
- Школа Снежной Королевы
- Комар мечтает о зиме
- Муха Цокотуха
- Собаки

## Награды
- Личная грамота Его Святейшества Патриарха Московского и Всея Руси Алексия II за спектакль «Сон о дожде».
- Гран-при на VIII Всемирном фестивале детских театров за спектакль «Сон о дожде» в г. Гавана (Куба).
- Лауреат Всемирного фестиваля Г-Х. Андерсена в Дании за спектакль «Герда».[2]
- Премия города Москвы в области литературы и искусства в номинации «Произведения для детей и юношества» — за создание музыкального спектакля «Пеппи Длинныйчулок» по одноимённой сказрчной повести Астрид Линдгрен (2017)[3].
- Почётная грамота Московской городской думы (11 декабря 2019 года) — за заслуги перед городским сообществом и в связи с юбилеем[4].